# Fussballclub Sankt Gallen 1879 2009-2010
Questa voce raccoglie le informazioni riguardanti il Fussballclub Sankt Gallen 1879 nelle competizioni ufficiali della stagione 2009-2010.

## Stagione
Nella stagione 2009-2010 il San Gallo, allenato da Ulrich Forte, concluse il campionato di Super League al 6º posto. In Coppa Svizzera il San Gallo fu eliminato in semifinale dal Losanna.

## Rosa
| N. |                          | Ruolo | Calciatore        |
| -- | ------------------------ | ----- | ----------------- |
| 1  | Svizzera (bandiera)      | P     | Daniel Lopar      |
| 2  | Liechtenstein (bandiera) | D     | Yves Oehri        |
| 3  | Brasile (bandiera)       | D     | Cesar Fernando    |
| 4  | Svizzera (bandiera)      | D     | Bernt Haas        |
| 5  | Svizzera (bandiera)      | D     | Lukas Schenkel    |
| 6  | Svizzera (bandiera)      | D     | Michael Lang      |
| 7  | Kosovo (bandiera)        | C     | Kristian Nushi    |
| 8  | Portogallo (bandiera)    | C     | Zé Vítor          |
| 9  | Gambia (bandiera)        | D     | Pa Modou Jagne    |
| 10 | Liechtenstein (bandiera) | A     | Mario Frick       |
| 11 | Cile (bandiera)          | A     | Mario Cáceres     |
| 13 | Camerun (bandiera)       | A     | Brice Owona       |
| 14 | Svizzera (bandiera)      | C     | Fabian Frei       |
| 15 | Svizzera (bandiera)      | C     | Philipp Muntwiler |

| N. |                      | Ruolo | Calciatore      |
| -- | -------------------- | ----- | --------------- |
| 16 | Svizzera (bandiera)  | C     | Thomas Knöpfel  |
| 17 | Svizzera (bandiera)  | D     | Marc Zellweger  |
| 18 | Svizzera (bandiera)  | P     | Reto Bolli      |
| 19 | Rep. Ceca (bandiera) | D     | Jiří Koubský    |
| 20 | Svizzera (bandiera)  | A     | Moreno Costanzo |
| 21 | Italia (bandiera)    | C     | Diego Ciccone   |
| 22 | Svizzera (bandiera)  | A     | Moreno Merenda  |
| 24 | Svizzera (bandiera)  | D     | Marco Hämmerli  |
| 25 | Svizzera (bandiera)  | C     | Adrian Winter   |
| 26 | Svizzera (bandiera)  | A     | Nico Abegglen   |
| 28 | Austria (bandiera)   | A     | Manuel Sutter   |
| 30 | Svizzera (bandiera)  | P     | Germano Vailati |
| 31 | Canada (bandiera)    | C     | Daniel Imhof    |
| 34 | Svizzera (bandiera)  | A     | Sven Lehmann    |

## Organigramma societario
Area tecnica
- Allenatore: Ulrich Forte
- Allenatore in seconda: Roman Wild
- Preparatore dei portieri: Erich Hürzeler
- Preparatori atletici:

## Calciomercato

### Sessione estiva
| Acquisti | Acquisti       | Acquisti       | Acquisti |
| R.       | Nome           | da             | Modalità |
| -------- | -------------- | -------------- | -------- |
| C        | Fabian Frei    | Basilea        |          |
| A        | Mario Frick    | Siena          |          |
| C        | Kristian Nushi | Aarau          |          |
| A        | Manuel Sutter  | Vorarlberg U18 |          |

| Cessioni | Cessioni         | Cessioni      | Cessioni |
| R.       | Nome             | a             | Modalità |
| -------- | ---------------- | ------------- | -------- |
| D        | Norbert Frrokaj  | Eschen/Mauren |          |
| C        | Yago Bellon      | Wil           |          |
| A        | Moustapha Dabo   | Sion          |          |
| D        | Juan Pablo Garat | Tigre         |          |
| C        | Thomas Weller    | Sciaffusa     |          |

### Sessione invernale
| Acquisti | Acquisti        | Acquisti           | Acquisti |
| R.       | Nome            | da                 | Modalità |
| -------- | --------------- | ------------------ | -------- |
| A        | Brice Owona     | Coton Sport Garoua |          |
| C        | Daniel Imhof    | Bochum             |          |
| P        | Germano Vailati | Sion II            |          |

| Cessioni | Cessioni         | Cessioni  | Cessioni |
| R.       | Nome             | a         | Modalità |
| -------- | ---------------- | --------- | -------- |
| C        | Sebastian Kollar | Zurigo    |          |
| D        | Ivan Martić      | Sciaffusa |          |

## Risultati

### Super League

#### Prima fase, girone di andata
| Arbitro: | Busacca |

|                        |           |  |
| Frick 51’ Costanzo 82’ | Marcatori |  |

| Arbitro: | Circhetta |

|             |           |              |
| Doumbia 20’ | Marcatori | 63’ Costanzo |

| Arbitro: | Busacca |

|           |           |                |
| Jagne 67’ | Marcatori | 14’ Gavranović |

| Arbitro: | Bieri |

|            |           |  |
| Hassli 67’ | Marcatori |  |

| Arbitro: | Laperrière |

|             |           |                                        |
| Schultz 68’ | Marcatori | 10’ Merenda 27’ Muntwiler 29’ Costanzo |

| Arbitro: | Zimmermann |

|              |           |                 |
| Costanzo 64’ | Marcatori | 56’ Lustrinelli |

| Arbitro: | Circhetta |

|           |           |  |
| Jagne 81’ | Marcatori |  |

| Arbitro: | Busacca |

|                               |           |           |
| Yakın 42’ Ianu 63’ Kukeli 81’ | Marcatori | 28’ Frick |

| Arbitro: | Kever |

|              |           |                    |
| Hämmerli 18’ | Marcatori | 54’ (aut.) Koubský |

#### Prima fase, girone di ritorno
| Arbitro: | Zimmermann |

|                                        |           |  |
| Stocker 20’ Streller 45’, 53’ Frei 60’ | Marcatori |  |

| Arbitro: | Studer |

|                                  |           |                                |
| Abegglen 75’ Zé Vítor 89’ (rig.) | Marcatori | 20’ Regazzoni 37’, 90’ Doumbia |

| Arbitro: | Bieri |

|                                             |           |                          |
| Nuzzolo 4’ Besle 64’ Binya 70’ Wüthrich 79’ | Marcatori | 59’ (rig.), 90’ Costanzo |

| Arbitro: | Circhetta |

|              |           |                                        |
| Abegglen 34’ | Marcatori | 50’ Đurić 68’ Margairaz 79’ Vonlanthen |

| Arbitro: | Grossen |

|           |           |  |
| Frick 19’ | Marcatori |  |

| Arbitro: | Zimmermann |

|  |           |                                                     |
|  | Marcatori | 25’, 31’ Costanzo 57’ Frei 61’ Abegglen 69’ Merenda |

| Arbitro: | Zimmermann |

|  |           |                        |
|  | Marcatori | 64’ Frick 77’ Costanzo |

| Arbitro: | Eisner |

|           |           |              |
| Nushi 90’ | Marcatori | 26’ Frimpong |

| Arbitro: | Busacca |

|                         |           |              |
| Obradović 5’ Mpenza 51’ | Marcatori | 78’ Schenkel |

#### Seconda fase, girone di andata
| Arbitro: | Bertolini |

|          |           |  |
| Frei 10’ | Marcatori |  |

| Arbitro: | Hänni |

|  |           |                          |
|  | Marcatori | 56’ (rig.), 90’ Costanzo |

| Arbitro: | Circhetta |

|             |           |                    |
| Merenda 78’ | Marcatori | 37’, 65’ Regazzoni |

| Arbitro: | Zimmermann |

|  |           |                               |
|  | Marcatori | 10’ Lang 19’ Frei 80’ Merenda |

| Arbitro: | Graf |

|                    |           |                       |
| Frei 73’ Nushi 78’ | Marcatori | 52’ Burki 58’ Mustafi |

| Arbitro: | Busacca |

|                                   |           |              |
| Rennella 42’ Smiljanić 79’ (rig.) | Marcatori | 69’ Costanzo |

| Arbitro: | Bieri |

|                               |           |                                                            |
| Imhof 20’ Costanzo 80’ (rig.) | Marcatori | 15’ Silva 18’ Stocker 38’ Chipperfield 90’ (aut.) Fernando |

| Arbitro: | Kever |

|                                 |           |                            |
| Chiumiento 33’ (rig.) Paiva 76’ | Marcatori | 29’, 47’ Frei 56’ Abegglen |

| Arbitro: | Wermelinger |

|             |           |  |
| Merenda 85’ | Marcatori |  |

#### Seconda fase, girone di ritorno
| Arbitro: | Studer |

|               |           |             |
| Vonlanthen 7’ | Marcatori | 27’ Merenda |

| Arbitro: | Grossen |

|                               |           |          |
| Abegglen 19’, 27’ Merenda 66’ | Marcatori | 42’ Ianu |

| Arbitro: | Zimmermann |

|                                    |           |                          |
| Huggel 53’ (rig.), 70’ Stocker 59’ | Marcatori | 29’ Merenda 37’ Costanzo |

| Arbitro: | Kever |

|  |           |             |
|  | Marcatori | 17’ Cabanas |

| Arbitro: | Circhetta |

|                       |           |  |
| Marazzi 20’ Burki 67’ | Marcatori |  |

| Arbitro: | Drachta |

|                      |           |             |
| Winter 55’ Jagne 82’ | Marcatori | 56’ Nuzzolo |

| Arbitro: | Wermelinger |

|                              |           |              |
| Lustrinelli 41’ Bienvenu 90’ | Marcatori | 23’ Abegglen |

| Arbitro: | Grossen |

|             |           |                         |
| Merenda 82’ | Marcatori | 1’ Kasami 80’ Feltscher |

| Arbitro: | Wermelinger |

|                                                           |           |            |
| Mpenza 16’ (rig.), 45’, 55’ (rig.) Bühler 40’ Neurohr 62’ | Marcatori | 49’ Winter |

### Coppa Svizzera
| 20 settembre 2009, ore 15:30 CEST Primo turno | Giubiasco | 1 – 3 | San Gallo |  |

| 18 ottobre 2009, ore 14:30 CEST Secondo turno | Wil | 1 – 2 | San Gallo |  |

| 21 novembre 2009, ore 19:30 CET Ottavi di finale | Servette | 1 – 2 | San Gallo |  |

| 10 dicembre 2009, ore 19:00 CET Quarti di finale | Lucerna | 1 – 4 | San Gallo |  |

| 5 aprile 2010, ore 13:30 CEST Semifinale | San Gallo | 1 – 2 | Losanna |  |

## Statistiche

### Statistiche di squadra
| Competizione   | Punti | In casa | In casa | In casa | In casa | In casa | In casa | In trasferta | In trasferta | In trasferta | In trasferta | In trasferta | In trasferta | Totale | Totale | Totale | Totale | Totale | Totale | DR |
| Competizione   | Punti | G       | V       | N       | P       | Gf      | Gs      | G            | V            | N            | P            | Gf           | Gs           | G      | V      | N      | P      | Gf     | Gs     | DR |
| -------------- | ----- | ------- | ------- | ------- | ------- | ------- | ------- | ------------ | ------------ | ------------ | ------------ | ------------ | ------------ | ------ | ------ | ------ | ------ | ------ | ------ | -- |
| Super League   | 46    | 18      | 7       | 5       | 6       | 24      | 23      | 18           | 6            | 2            | 10           | 29           | 33           | 36     | 13     | 7      | 16     | 53     | 56     | -3 |
| Coppa Svizzera | -     | 1       | 0       | 0       | 1       | 1       | 2       | 4            | 4            | 0            | 0            | 11           | 4            | 5      | 4      | 0      | 1      | 12     | 6      | +6 |
| Totale         | 46    | 19      | 7       | 5       | 7       | 25      | 25      | 22           | 10           | 2            | 10           | 40           | 37           | 41     | 17     | 7      | 17     | 65     | 62     | +3 |

### Andamento in campionato
| Giornata  | 1 | 2 | 3 | 4 | 5 | 6 | 7 | 8 | 9 | 10 | 11 | 12 | 13 | 14 | 15 | 16 | 17 | 18 | 19 | 20 | 21 | 22 | 23 | 24 | 25 | 26 | 27 | 28 | 29 | 30 | 31 | 32 | 33 | 34 | 35 | 36 |
| --------- | - | - | - | - | - | - | - | - | - | -- | -- | -- | -- | -- | -- | -- | -- | -- | -- | -- | -- | -- | -- | -- | -- | -- | -- | -- | -- | -- | -- | -- | -- | -- | -- | -- |
| Luogo     | C | T | C | T | T | C | C | T | C | T  | C  | T  | C  | C  | T  | T  | C  | T  | C  | T  | C  | T  | C  | T  | C  | T  | C  | T  | C  | T  | C  | T  | C  | T  | C  | T  |
| Risultato | V | N | N | P | V | N | V | P | N | P  | P  | P  | P  | V  | V  | V  | N  | P  | V  | V  | P  | V  | N  | P  | P  | V  | V  | N  | V  | P  | P  | P  | V  | P  | P  | P  |
| Posizione | 2 | 2 | 5 | 7 | 3 | 3 | 2 | 5 | 5 | 7  | 8  | 8  | 8  | 8  | 7  | 6  | 7  | 8  | 6  | 5  | 5  | 5  | 5  | 6  | 8  | 7  | 5  | 5  | 5  | 5  | 6  | 6  | 6  | 6  | 6  | 6  |

Legenda:

Luogo: C = Casa; T = Trasferta. Risultato: V = Vittoria; N = Pareggio; P = Sconfitta.

### Statistiche dei giocatori
| N. Abegglen  | 27 | 7  | 3 | 0 |
| R. Bolli     | 1  | 0  | 1 | 0 |
| D. Ciccone   | 6  | 0  | 0 | 0 |
| M. Costanzo  | 33 | 14 | 9 | 0 |
| M. Cáceres   | 9  | 0  | 1 | 0 |
| C. Fernando  | 33 | 0  | 5 | 0 |
| F. Frei      | 30 | 6  | 4 | 0 |
| M. Frick     | 27 | 4  | 2 | 0 |
| B. Haas      | 0  | 0  | 0 | 0 |
| M. Hämmerli  | 16 | 1  | 1 | 0 |
| D. Imhof     | 16 | 1  | 3 | 0 |
| P. Jagne     | 21 | 3  | 2 | 0 |
| T. Knöpfel   | 2  | 0  | 0 | 0 |
| J. Koubský   | 28 | 0  | 7 | 2 |
| M. Lang      | 22 | 1  | 6 | 0 |
| S. Lehmann   | 1  | 0  | 0 | 0 |
| D. Lopar     | 21 | 0  | 2 | 0 |
| I. Martić    | 1  | 0  | 0 | 0 |
| M. Merenda   | 32 | 9  | 2 | 0 |
| P. Muntwiler | 11 | 1  | 5 | 0 |
| K. Nushi     | 34 | 2  | 9 | 0 |
| Y. Oehri     | 2  | 0  | 0 | 0 |
| B. Owona     | 11 | 0  | 1 | 0 |
| L. Schenkel  | 31 | 1  | 4 | 0 |
| M. Sutter    | 1  | 0  | 0 | 0 |
| G. Vailati   | 14 | 0  | 0 | 0 |
| Z. Vítor     | 25 | 1  | 6 | 2 |
| A. Winter    | 18 | 2  | 0 | 0 |
| M. Zellweger | 29 | 0  | 5 | 0 |